# マーヴィン・ドゥクシュ
マーヴィン・ドゥクシュ（Marvin Ducksch, 1994年3月7日 - ）は、ドイツ・ノルトライン＝ヴェストファーレン州ドルトムント出身のサッカー選手。ヴェルダー・ブレーメン所属。ポジションはFW。
マルヴィン・ドゥクシュと表記されることもある。

## 経歴

### クラブ
2013年、ボルシア・ドルトムントでプロデビューを果たした。
2021年8月25日、ヴェルダー・ブレーメンに移籍し、3年契約を交わした。

## タイトル

### 個人
- 2. ブンデスリーガ得点王：2017-18